# Jackson Avelino Coelho
Jackson Avelino Coelho, més conegut com a Jajá Coelho, és un futbolista brasiler. Va nàixer a Ipatinga el 28 de febrer de 1986, i ocupa la posició de migcampista atacant i de davanter.
Format a l'America-MG, el 2005 dona el salt a Europa quan és fitxat pel Feyenoord neerlandès, que el cedeix al Westerloo belga. El 2006 fitxa pel Getafe CF, que al seu torn el torna a cedir en tres ocasions: al Flamengo, al Genk i de nou al Westerloo. El 2008 fitxa pel conjunt ucraïnès del FC Metalist Kharkiv. Amb aquest equip hi va aconseguir un gol de 40 metres de distància en partit de la Copa de la Uefa 08/09, contra el Besitkas turc.